# Bultigghjata
Bultigghjata (en italià, Bortigiadas) és un municipi italià, dins de la província de Sàsser. L'any 2007 tenia 820 habitants. Es troba a la regió de Gal·lura. Limita amb els municipis d'Aggius, Perfugas (SS), Cuzina (SS), Tèmpiu i Viddalba (SS).

## Administració
| Període | Identitat       | Partit        |
| ------- | --------------- | ------------- |
| 2005-   | Emiliano Deiana | Llista cívica |